# Clermont (Iowa)
Pour les articles homonymes, voir Clermont.
Clermont est une ville du comté de Fayette, en Iowa, aux États-Unis. Elle est incorporée le 15 juin 1875.